# Công viên Thành phố ở Kosice
Công viên Thành phố ở Kosice (tiếng Slovakia: Mestský park v Košice) là một công viên tọa lạc trong khu Phố cổ ở thành phố Košice, Slovakia. Đây là công viên công cộng lớn nhất thành phố, nằm giữa Quảng trường Nhà ga, phố Štefánikova, phố Thurzova và phố Rumanova. Vào ngày 26 tháng 2 năm 2019, công viên này được ghi danh vào Danh sách Di tích Trung ương theo quyết định của Bộ Văn hóa Cộng hòa Slovakia. Cùng năm, theo Nghị quyết của Chủ tịch Hội đồng Quốc gia Slovakia, công viên được công nhận là di tích văn hóa quốc gia.
Trong khuôn viên của công viên có đài phun nước, ao nước, nhiều nơi để ngồi thư giãn, có khu vực cho chó, và một số khu vực khác. Ngoài được sử dụng chủ yếu để thư giãn, công viên còn là nơi tổ chức các sự kiện văn hóa, lễ hội ẩm thực.

## Lịch sử
Công viên này được thành lập trong thập niên 1960. Trong nửa sau thế kỷ 20, tượng đài Maj. Ľudovít Kukorelli và tượng đài Tướng Petrov đã được khánh thành ở đây. Vào tháng 1 năm 2018, tượng đài Bjørnstjerne Bjørnson bằng thép không gỉ được dựng lên tại đây. Từ năm 2012 đến năm 2015, tòa nhà của bể bơi trước đây được chuyển đổi thành hội trường nghệ thuật Kunsthalle. Điều này tạo ra một không gian đa chức năng dành cho nghệ thuật đương đại, cũng như làm nơi tổ chức các cuộc triển lãm và hội thảo quốc tế.